# Gulagalale, Sakleshpur
Gulagalale là một làng thuộc tehsil Sakleshpur, huyện Hassan, bang Karnataka, Ấn Độ.